# Medalha Hodgkins
A Medalha Hodgkins (em inglês:  Hodgkins Medal) é um prémio anual ou bienal criado em 1893 pela Smithsonian Institution.
Este galardão, criado em homenagem a Thomas George Hodgkins (1803-1892) destina-se a premiar a promoção e pesquisa do conhecimento relativamente à atmosfera.

## Laureados[2]
- 1980 - Luigi Giuseppe Jacchia
- 1978 - Alexander Dalgarno
- 1976 – E. Cuyler Hammond
- 1973 – Walter Orr Roberts
- 1971 – Lewis Mumford
- 1969 – Arie Jan Haagen-Smit e Jule Gregory Charney
- 1967 – Frits W. Went e John Grahame Douglas Clark
- 1965 – Joseph Kaplan, Marcel Nicolet e Sydney Chapman
- 1902 – Joseph John Thomson
- 1899 – James Dewar